# 疫沼
疫沼（拉丁語：Palus Epidemiarum，意为「瘟疫沼泽」）是月球近月面西南部的一个小月海，位于云海的西南、湿海的东南，为熔岩覆盖的崎岖地带区，从西端向北延伸，大致呈东西走向。

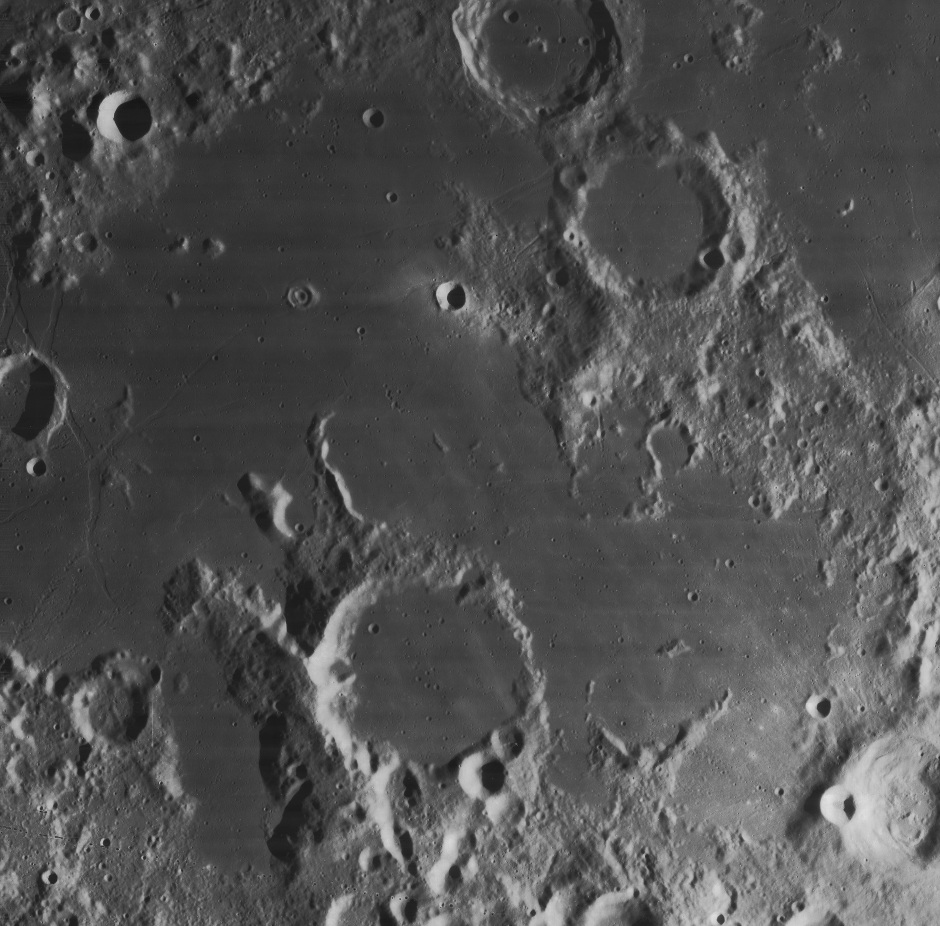
1967年月球轨道器4号拍摄的图像

疫沼中值得注意是西端被称为拉姆斯登月溪的一组沟纹系统，它们中最宽的是从中心点附近向东北蜿蜒约300公里的赫西俄德月溪。疫沼南半部中央横亘着已被掩没的卡普纳斯环形山；靠近西端是熔岩掩没的拉姆斯登环形山，拉姆斯登月溪就因其而得名；而希库斯陨石坑则坐落在该月海的东端。
疫沼北部延展至坎帕努斯环形山和墨卡托环形山的外侧边缘，二座环形山间的一条狭窄山谷环形山将疫沼连接到了云海，源于拉姆斯登溪系的一条月溪循着山谷延伸；双层的小陨石坑马斯环形山则位于北扩区的中心点以南。
疫沼的月面座标为32°00′S 28°12′W / 32°S 28.2°W，面积在直径286公里范围内。克莱门汀号飞船的高度计数据显示，疫沼地势倾斜，西高东低，东西落差有2公里。